# Диаконешти (Валча)
Диаконешти (рум. Diaconești) насеље је у Румунији у округу Валча у општини Градиштеа. Oпштина се налази на надморској висини од 387 m.

## Становништво
Према подацима из 2002. године у насељу је живело 151 становника, од којих су сви румунске националности.